# 鞣制

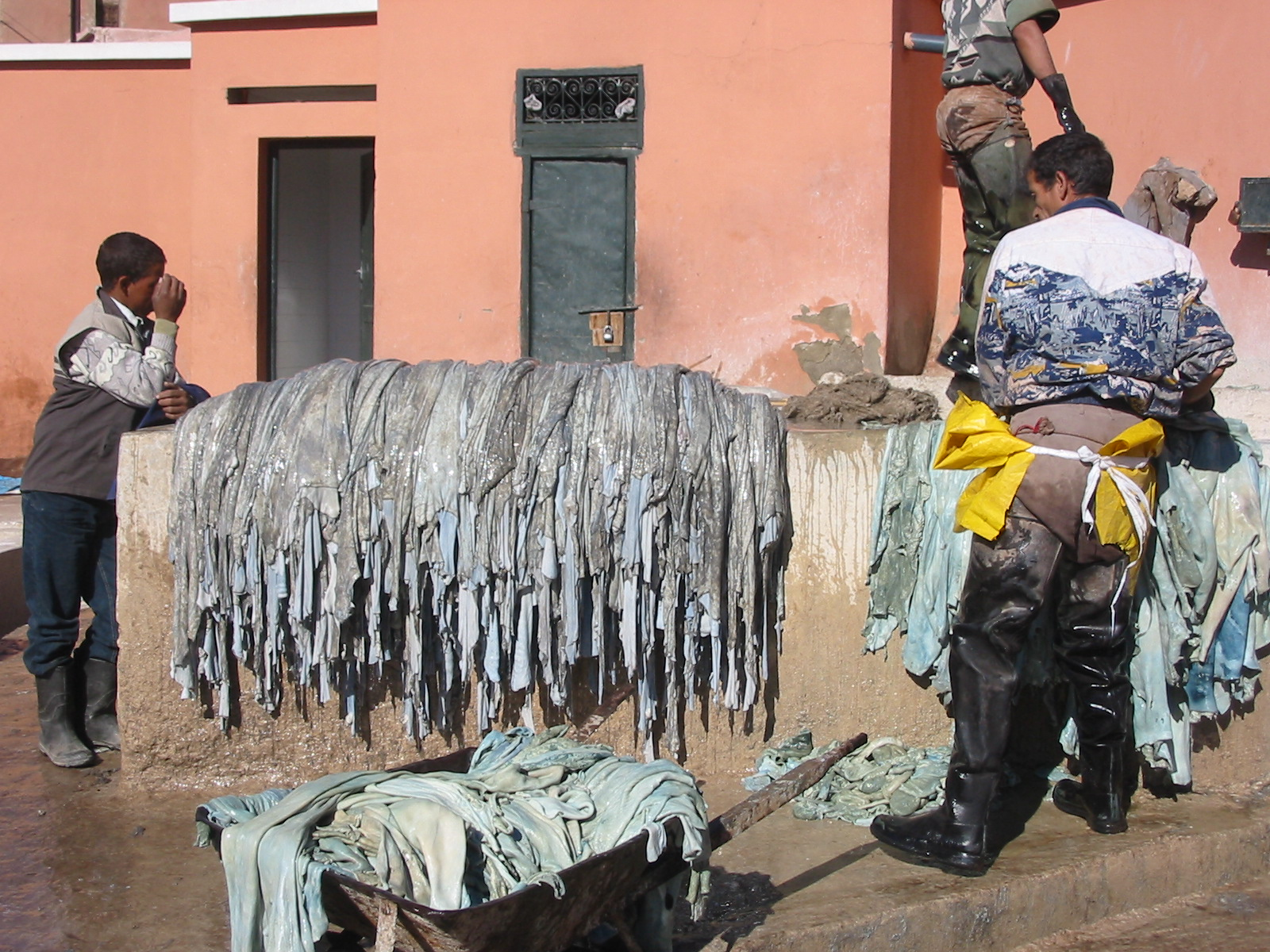
鞣制皮革的過程（马拉喀什）

鞣制，是指一個把动物皮肤处理成皮革（制革）的過程之一。傳統上此步驟會用到鞣質（丹宁），但工業革命後也有用到铬盐等物質。

## 主要鞣制種類
- 生革：剔除殘存的軟組織，浸於石灰水中，然後撐開晾乾而成。比進一步鞣制的皮革硬且脆，主要用於不需彎曲的部件，例如鼓皮。
- 植物鞣革：使用含鞣酸的植物材料鞣制。質地柔軟，呈棕色。但隨時間會褪色；而且不耐水，水浸乾後會縮水而且變得堅硬，又稱丹寧酸鞣或胚皮，面皮。
- 礬鞣革：使用明礬等鋁鹽，加以膠合劑和麵粉、蛋黃等蛋白質成分鞣制。質地不如植物鞣革柔軟，而且在水中會爛掉。
- 熟革是在熱水或熱蠟等液體中處理使之堅硬的植物鞣革產品。傳統上用來做盔甲和書籍裝訂。
- 鉻鞣革：1858年發明，使用硫酸鉻等鉻鹽鞣制。比植物鞣革柔軟，褪色和縮水程度都小，並且便於染色。
- 腦鞣革：用乳化的脂肪（例如動物的腦組織）鞣制。非常柔軟，而且耐水。

## 皮革鞣製方法
皮革製作過程
1.剖皮： 將動物身上剝下，動物剖皮通常採用開肚留背的方式，剝皮留存率因手法與熟練度而異。
2.乾製： 在醃制過程中，皮革表面會均勻地撒上鹽，以防止表面硬化，並吸收表面水分，進行初步脫水。
3.去鱗去毛： 使用專業刮皮刀或砂紙去除皮革表面的鱗片、毛髮，避免影響後續鞣製過程，若要製作帶毛的皮革則以修剪為主。
4.去肉去油脂： 將皮革浸泡在去油脂的溶液中，使用雙柄刮肉刀，去除皮革肉質中的油脂與肉質纖維和其他雜質。
5.鹽浸： 將皮革浸泡在鹽水中，以防止腐敗並幫助保存。
6.去鹽： 將鱷魚皮從鹽水中取出，以大量清水去除多餘的鹽分。
7.酸化： 將皮革浸泡在酸性溶液中降低pH值，協助去除不純物並促進鞣劑滲透。
8.鞣製： 主要分為植物鞣製和鉻鞣製，各工廠使用不同配方。鉻鞣製的皮革乾燥後會呈現藍綠色，植鞣的皮革乾燥後會呈現自然黃色。
9.拉伸： 使用夾子或釘子將皮革拉伸固定，防止因鞣製過程收縮，從生皮到製成皮革，面積收縮率基本高達10~40%。
10.染色： 將皮革浸泡在染料中，確保染色均勻和深度。
11.定色： 確保染色效果持久，通常浸泡在定色劑中。
12.最終皮革飾面處理： 如打蠟、打光、上油，噴漆等以達到最終皮革表面效果。

## 知識補充
鉻鞣製的優劣勢：
優勢：
- 生產效率高，鞣製過程時間短，能夠大規模生產。
- 皮革柔軟度好，不易變形，易保養，經久耐用。
- 皮革強度高，具有耐磨、耐水、耐油等性能。
- 使用合成化學染料和化學溶劑。

劣勢：
- 環境問題：鉻鞣製過程會釋放出有害的鉻離子和其他污染物質，對環境造成污染。
- 健康風險：鉻鞣製過程中操作不當可能會導致工人暴露在有害物質中，對健康造成風險。

植物鞣製的優劣勢：
優勢：
- 使用天然染料和天然溶劑，環保，無毒害，無公害。
- 皮革手感自然，紋理清晰，具有較好的透氣性和濕氣吸收性能。

劣勢：
- 耗時耗力：植物鞣製過程較為複雜，需要較長的時間和較多的勞動力。
- 不穩定性：植物鞣製容易受到氣候和水質等因素的影響，導致皮革品質不穩定。
- 資源浪費：植物鞣製需要使用大量的水和植物材料，導致資源浪費和環境影響。